# Eugoa africana
Eugoa africana là một loài bướm đêm thuộc phân họ Arctiinae, họ Erebidae.